# 申肯采尔
申肯采尔是德国巴登-符腾堡州的一个市镇。总面积42.14平方公里，总人口1770人，其中男性898人，女性872人（2011年12月31日），人口密度42人/平方公里。